# الجائزة العالمية للرواية العربية (2008)
الجائزة العالمية للرواية العربية لعام 2008، هي الدورة الأولى من الجائزة العالمية للرواية العربية، أعلن عن قائمتها القصيرة في 28 يناير 2008، وذلك بعد قراءة ومناقشة مستفيضة لقائمة طويلة من الروايات المشاركة، التي زادت على 145 (بعض المصادر تشير إلى: 131) رواية منشورة باللغة العربية، ينتمي كتابها إلى 18 بلدًا عربيًا، ومنحت الجائزة في 10 مارس 2008 لرواية واحة الغروب للروائي المصري بهاء طاهر. تعد الدورة الأولى الوحيدة التي حُجِبت قائمتها الطويلة من بين بقية الدورات التي أعقبتها.

## تفاصيل
|  | منحت الجائزة في تاريخ: 10 مارس، 2008 أعلنت القائمة القصيرة: 28 يناير، 2008 سبق لهم الوصول للقائمة القصيرة: - متوسط عمر أدباء القائمة القصيرة: - أعلنت القائمة الطويلة: 16 رواية لم يُعلن عنها سبق لهم الوصول للقائمة الطويلة: - الكتّاب يتوزّعون على: 18 (القصيرة: أربع دول) متوسط عمر أدباء القائمة الطويلة: - إجمالي الروايات المرشحة للجائزة: 145 أو 131 | واحة الغروب ( لبهاء طاهر) |  | المكان: أبوظبي الإمارات العربية المتحدة الحضور: - رئيس لجنة التحكيم: صموئيل شمعون |  |

| القائمة الطويلة:                                       |  |
|                                                        |  |
| 16 رواية دخلت القائمة في هذه الدورة، لكن لم يعلن عنها. |  |

| القائمة القصيرة |                    |              |  |
|                 |                    |              |  |
|                 | أرض اليمبوس        | إلياس فركوح  |  |
|                 | أنتعل الغبار وأمشي | مي منسى      |  |
|                 | تغريدة البجعة      | مكاوي سعيد   |  |
|                 | مديح الكراهية      | خالد خليفة   |  |
|                 | مطر حزيران         | جبور الدويهي |  |
|                 | واحة الغروب        | بهاء طاهر    |  |

|  | أعضاء لجنة التحكيم : بول ستاركي * | صموئيل شمعون * | غالية قبّاني * | فيصل درّاج * | محمد برادة * | محمد بنيس |